# 丈部黒当
丈部 黒当（はせつかべ の くろまさ、生没年不詳）は、奈良時代の防人。遠江国佐野郡（現在の静岡県掛川市あたり）の人。
丈部（はせつかべ/はせべ）とは、東国に広く分布する軍事的部民と考えられる。
天平勝宝7歳（755年）2月、防人として筑紫に派遣される。『万葉集』に1首入集。
- 父母も花にもがもや草枕旅は行くとも捧ごてゆかむ（万葉集20-4325）[1]